# Kusy radosti
Kusy radosti je hudební album skupiny Vypsaná fiXa, které bylo vydáno 9. května 2022. Bylo nahráváno za pomoci Dušana Neuwertha a Ondřeje Ježka ve studiích Sono, Jámor a Gui-tón. Je to první album, které bylo nahráno v nové soustavě s Kryštofem Maškem (baskytara). 

## Seznam skladeb
| Pořadí | Název              | Délka |
| ------ | ------------------ | ----- |
| 1      | Vídrholec          | 3:20  |
| 2      | Kusy radosti       | 3:46  |
| 3      | Sen                | 3:58  |
| 4      | Kouřící miminko    | 2:48  |
| 5      | Bagrista ze Suezu  | 3:42  |
| 6      | Šína je singl      | 2:23  |
| 7      | Fortuna            | 3:45  |
| 8      | Chlap              | 4:57  |
| 9      | Buvol              | 3:39  |
| 10     | Velká bílá zeď     | 5:02  |
| 11     | Hotel              | 4:12  |
| 12     | Už dlouho nemluvíš | 3:45  |

## Hudba
- Michal Mareda (Márdi) – zpěv, kytara
- Milan Kukulský (Mejla) – kytara
- Kryštof Mašek – baskytara
- Petr Martínek (Pítrs) – bicí

## Texty
- Michal Mareda (Márdi)

## Zajímavost
Album bylo nahráváno na čtyřikrát napříč rokem 2021, vždy po třech písních v každém čtvrtletí.